# アンリ・コルネ

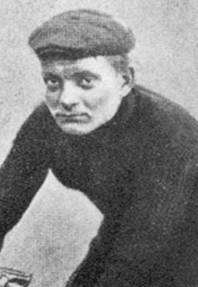
アンリ・コルネ

アンリ・コルネ（Henri Cornet、1884年8月4日 - 1941年3月18日）は、フランス、パ＝ド＝カレー県デブレ出身の元自転車競技選手。本名は、アンリ・ジャルドリ（Henri Jardry)。

## 来歴
プロロードレース選手として活動をスタートした1904年のツール・ド・フランスに出場。第3ステージを制して総合5位に入った。ところがこの後、モリス・ガランの他、ルシアン・ポティエ、セザル・ガラン、イポリト・オクテュリエの総合上位4選手が、途中で列車を使用していたことが発覚。フランス自転車連盟がこの4人を失格としたことから、総合5位のコルネが繰り上がり、第2回のツール・ド・フランス総合優勝者となった。優勝当時、コルネは19歳11ヶ月の年齢であったが、今もなお、ツール・ド・フランス史上最年少総合優勝記録を保持している。
この他、1906年のパリ〜ルーベを制覇している。